# 東京初期衝動
東京初期衝動（とうきょうしょきしょうどう）は、インディーズで活動する日本のガールズバンド。略称はトキョショキ。

## 概要
しーなちゃん（Vo・Gt）、希（まれ）（Gt）、あさか（Ba）、なお（Dr）からなる4人組ガールズバンド。2018年4月12日に結成。自主レーベル「チェリーヴァージン・レコード」所属。

## メンバー
- しーなちゃん　誕生日:11月9日

ボーカル・ギター担当。東京都足立区出身。
メインギターはジャズマスター アメリカンヴィンテージ1966 ダコタレッド。
銀杏BOYZの峯田和伸の大ファン。
うめ（スコティッシュフォールド）と横綱（ノルウェージャンフォレストキャット）という名前の猫を飼っている。
左首についているアザは昔からあるもので、キスマークではない。
- 希（まれ）誕生日:2月23日

ギター担当。静岡県出身。メインギターはエピフォンSGモデル→2021年よりメインギターをレスポールスペシャルに変更。
銀杏BOYZやカネコアヤノのファンで、頻繁にカネコアヤノのライブに通っている。
- あさか　誕生日:11月30日

ベース担当。大阪府出身。最年少メンバー。
2020年11月、東京初期衝動に加入。
- なお　誕生日:12月27日

ドラム担当。 茨城県出身。普段はOLとして働く。ハンドメイドが趣味。プリパラやラブライブ好き。
2018年7月、東京初期衝動に加入。

## 旧メンバー
- かほ（2018-2020）

ベースコーラス担当。京都府出身。
2020年逆ナンツアーファイナルをもって脱退。
現在はロックバンド、NEEのベーシストとして活躍中。

## ディスコグラフィー

### アナログレコード
|                | 発売日        | タイトル                   | 規格品番 | 備考                                                                    |
| -------------- | ------------- | -------------------------- | -------- | ----------------------------------------------------------------------- |
| アルバム（LP） | 2020年8月29日 | SWEET 17 MONSTERS          | CVR-0004 | Record Store Day Japan 2020にて発売。                                   |
| アルバム（LP） | 2022年6月18日 | えんど・おぶ・ざ・わーるど | CVR-0009 | RSD Drops 2022にて発売。 2枚組見開きWジャケット・カラーヴァイナル仕様。 |

### DVD
|     | 発売日         | タイトル                             | 規格品番 | 備考 |
| --- | -------------- | ------------------------------------ | -------- | --- |
| 1st | 2020年12月20日 | ぼくたちは何だかすべて忘れてしまうね | CVR-0006 | 初全国ツアー「東京初期衝動の全国逆ナンツアー」ファイナル 恵比寿LIQUIDROOMワンマンライブを完全収録したライブドキュメント。 公式オンラインショップにて限定受注販売された。 |

## ミュージックビデオ
| 曲名                   | 公開日         | 監督       |        |
| ---------------------- | -------------- | ---------- | ------ |
| 再生ボタン             | 2019年5月6日   | 須貝日東史 | [ 1 ]  |
| ロックン・ロール       | 2019年9月14日  | 須貝日東史 | [ 2 ]  |
| BABY DON’T CRY         | 2019年11月4日  | 須貝日東史 | [ 3 ]  |
| 愛のむきだし           | 2020年3月8日   | 加藤マニ   | [ 4 ]  |
| SWEET MELODY           | 2020年8月1日   | 須貝日東史 | [ 5 ]  |
| 春                     | 2021年5月12日  | 加藤マニ   | [ 6 ]  |
| blue moon              | 2021年6月13日  | 留置太輔   | [ 7 ]  |
| さまらぶ❤              | 2021年7月18日  | 加藤マニ   | [ 8 ]  |
| マァルイツキ           | 2022年3月24日  | 須貝日東史 | [ 9 ]  |
| トラブルメイカーガール | 2022年4月22日  | 加藤マニ   | [ 10 ] |
| エンドロール           | 2022年9月4日   | 新関収一   | [ 11 ] |
| ボーイフレンド         | 2022年11月9日  | 留置太輔   | [ 12 ] |
| 恋セヨ乙女             | 2023年6月21日  | 脇坂侑希   | [ 13 ] |
| はないちもんめ         | 2023年10月25日 | 山中祐貴   | [ 14 ] |
| メンチカツ             | 2024年3月23日  | 加藤マニ   | [ 15 ] |
| 失恋回転寿司           | 2024年4月5日   | 加藤マニ   | [ 16 ] |

## タイアップ一覧
| 使用年 | 曲名                            | タイアップ                                                                                   |
| ------ | ------------------------------- | -------------------------------------------------------------------------------------------- |
| 2019年 | ロックン・ロール                | テレビ東京『勇者ああああ』10月度エンディングテーマ                                           |
| 2020年 | 再生ボタン                      | テレビ埼玉『いたくろむらせのオンとオフ』4月13日 - 5月18日エンディングテーマ                  |
| 2021年 | 春                              | テレビ東京『プレミアMelodiX!』5月度エンディングテーマ                                        |
| 2022年 | 空気少女                        | テレビ朝日『空気階段の空気観察』1月度エンディングテーマ                                      |
| 2022年 | ベイビー・ドント・クライ        | CBCテレビ『チャント!』 - 「マヂ学校に向かいます」コーナー エンディングテーマ                 |
| 2022年 | トラブルメイカーガール          | テレビ朝日『トゲアリトゲナシトゲトゲ』6月度エンディングテーマ                                |
| 2022年 | マァルイツキ                    | テレビ朝日『見取り図じゃん』8月度エンディングテーマ                                          |
| 2022年 | エンドロール / コマンドバトル！ | 阪元裕吾監督 映画『グリーンバレット』主題歌・挿入歌                                          |
| 2023年 | 再生ボタン                      | テレビ東京『さらばニューヨークのエチュードドッキリ“アヤツリ・スクワッド”』エンディングテーマ |
| 2023年 | 恋セヨ乙女                      | フジテレビ『Love music』7月度エンディングテーマ                                              |

## 出演

### テレビ
- バズリズム02（2021年1月8日、日本テレビ）「今年コレがバズるぞ！BEST10」[17]
- プレミアMelodiX!（2021年5月24日、テレビ東京）[18]
- Love music（2021年7月18日、フジテレビ）[19]
- ApartmentB（2024年7月3日、日本テレビ）[20]

### ラジオ
- Young Blood（2019年6月15日、InterFM897）
- ミュ〜コミ+プラス（2020年1月27日、2020年5月11日、ニッポン放送）
- A Music Chance（2021年4月3日～不定期出演、MBSラジオ）
- エレマガラジオDX（2022年3月1日 - 8日、ラジオNIKKEI）
- 78 musi-curate（2022年3月22日、ベイエフエム）
- Slipstream（2022年9月23日 - 30日、RADIO BERRY FM栃木）
- PINK MOON RADIO（2022年9月25日、α-STATION）
- Memories & Discoveries（2022年12月8日、JFN）
- CITY CHILL CLUB（2023年5月18日 - 25日、TBSラジオ）

### インターネット配信
- 猫舌SHOWROOM「豪の部屋」（2019年11月12日、SHOWROOM）

## 雑誌掲載
- 別冊少年チャンピオン（秋田書店）2019年7月号「掟ポルシェの死ぬ気!全力音楽塾」（2019年6月12日）
- StoryWriter Vol.7（2020年4月3日）
- ROCK AND READ girls 003（2020年5月20日）
- ドント・トラスト銀杏BOYZ「あいどんわ市立なだい高等学校村井守ゼミ 東京初期衝動の巻」（2020年7月22日）
- サウンド&レコーディング・マガジン 2021年7月号「ボーカル宅録ガイド」（2021年5月25日）
- MdN新世代デザイナーズファイル 一流アートディレクターが推薦する気鋭の91人（エムディエヌコーポレーション）（2021年10月22日）
- 月刊ギグス（シンコーミュージック・エンタテイメント）2022年2月号（2021年12月27日）
- ヘドバン （シンコーミュージック・エンタテイメント）Vol.33（2022年2月2日）
- ミュージック・マガジン 2022年3月号（2022年2月19日）
- SHOW-OFF #085（2022年3月15日）
- MOTO NAVI（エフテンブック）No.116（2022年3月24日）
- MUSICA（株式会社FACT）2022年12月号 Vol.188（2022年11月16日）
- Skream!マガジン12月号（2022年12月1日）
- 音楽と人 2023年5月号（2023年4月5日）

## 主なライブ
2018年
- 4月12日 渋谷La.mamaにて初ライブ
- 5月26日 南堀江knaveへ初遠征
- 7月14日 初ワンマンライブ「東京初期衝動武道館公演3days@Lamama」開催
- 12月5日 「oNEWnoWAVE（オニュウノウェイヴ）」出演

2019年
- 4月29日 「1st ED『ヴァージン・スーサイズ』発売記念♡東京初期衝動処女達の春休み」開催
- 5月25日 「下北沢サウンドクルージング」出演
- 6月3日 「令和元年ポンコツの日」出演
- 6月15日 「JUNE ROCK FESTIVAL 2019」出演
- 7月7日 RUSH BALLスピンオフイベント「ATMC」出演
- 8月2日 「東京初期衝動のなつやすみ～ヴァージン卒業記念～」開催[21]
- 9月15日 「BAYCAMP2019」出演
- 11月3日 THEラブ人間 ベストアルバム『PAST MASTERS』リリースツアー出演
- 11月24日 「KICK OFF VIVA!!!【北浦和KYARA編】」出演
- 12月14日-「ロックンロールは鳴り止まないっツアー」開催[22]

2020年
- 2月1日 「BAYCAMP20202」出演
- 2月14日 愛しておくれ presents「承認欲求と初期衝動 ヴァレンタインSP」出演
- 3月 - 8月 「東京初期衝動の全国逆ナンツアー」開催

新型コロナウイルスの影響を受け当初5月までの予定を一部延期変更して開催
- 5月4日  「VIVA LA ROCK 2020」出演（開催中止）
- 9月13日 「BAYCAMP 10th anniversary "DOORS"」出演[24]
- 11月21日 「BAYCAMP2020 10th Anniversary」出演
- 12月22日 「フォーエヴァーヤングor DIE!!」出演

2021年
- 1月 - 3月 「東京初期衝動の新春・東名阪あさか修行ツアー」開催[25]
- 3月20日 「Ambitious Girls Rock 2」出演
- 3月27日 「東京初期衝動 VS OKINAWA」出演
- 5月22日 「BAYCAMP2021 "DOORS"」出演[26]
- 5月 - 7月    「東京初期衝動 全国サマーツアー2021」開催[27]
- 5月30日 「サウクル2021"回"」出演[28]
- 6月3日 「ポンコツの日55」出演
- 7月11日 「JAPAN'S NEXT渋谷JACK 2021 SUMMER」 出演
- 8月29日 「RUSH BALL 2021」 出演
- 9月1日 「SHELTER 30th Anniversary Kick Off GIG "THE REAL THINGS" vol.46」出演
- 9月10日 ガガガSP「ロックンロール」リリースツアー追加公演 出演
- 9月20日 「BAYCAMP2021 "DOORS"」出演
- 10月2日 「In The Family FEST 2021」出演
- 10月10日 「MINAMI WHEEL 2021」出演
- 12月10日 「シンガーズハイ presents Love and Hate tour 2021」出演
- 12月19日 「MERRY ROCK PARADE 2021」出演[29]
- 12月24日 「東京初期衝動と性なるクリ X X ス」開催[30]

2022年
- 2月 えんど・おぶ・ざ・わーるどレコ発「東名阪性獣集合ツアー」開催[31]
- 2月11日 「BAYCAMP202202」出演
- 4月4日  浪漫革命ツーマンツアー「共闘 vol.2」出演
- 4月18日 「ATTACK FROM LIVEHOUSE DAY1」出演
- 4月 - 7月 「東京初期衝動と大気汚染ツアー」開催[32]
- 6月3日 「ポンコツの日！2022〜Junk is Myself〜」出演
- 6月25日 Maki & moon drop & カネヨリマサル presents「Boys & Girls」出演
- 7月23日 「真夏のリプレイスメンツ」出演
- 8月19日 「殺露那が出たら即解散！？ 東京初期衝動、渋谷夏の陣」開催[33]
- 8月20日 「ナノボロフェスタ 2022」出演
- 8月31日 「ベリテンライブ2022」出演
- 9月4日  Haze主催ツーマンライブ「ギャルげっちゅ」出演
- 9月24日  バンドじゃないもん!MAXX NAKAYOSHI presents「NAKAYOSHIFES 2022」出演
- 9月25日  ガガガSPツアー2022「THEガガガSP」出演
- 9月 - 10月  ザ・ソープ・ガールズ（英語: The SoapGirls） JAPAN TOUR 2022『SIXTH GENERATION Rock Live Show“Tokyo Duel”round 1』出演[34]
- 10月8日 「MINAMI WHEEL 2022」出演
- 10月10日 「THE GREAT SATSUMANIAN HESTIVAL 2022」出演（開催中止）
- 11月6日 「リプレイスメンツ2022」出演
- 12月 - 2月 「東京初期衝動御一行様全国忘年会新年会会場はこちら」開催[35]

2023年
- 1月14日 Haze対バンツアー「愛縁奇縁」出演
- 2月4日 「BAYCAMP202302」出演
- 2月25日 「浮現祭 2023 Emerge Fest」出演
- 4月15日 「Chase presents Chazawa Street 2023」出演
- 4月16日 「しーなpresents 春の奢りライヴ」開催
- 4月17日 「新興宗教東京初期衝動お布施回収ライヴ」開催[36]
- 5月14日 「situasion presents VALUE PARADE」出演
- 5月27日 「赤聲躁動 Carnival Fever2023」出演
- 5月28日 「COMING KOBE23」出演
- 6月3日 「ポンコツの日！2023〜ファイナル〜」出演
- 6月18日 「YATSUI FESTIVAL! 2023」出演
- 6月 - 8月 「学生食い散らかしツアー」開催[37]
- 7月1日 「見放題 2023」 出演
- 7月16日 ザ・シスターズハイ全国ツアー「俺は病気じゃない Tour 2023」出演
- 7月16日 「LuckyFes 23」 出演[38]
- 7月22日 「真夏のリプレイスメンツ2023」出演
- 8月14-15日 「トキョショキフェス’23」開催（延期）
- 8月19日 「TREASURE05X 2023 20th Anniversary -BURNING DIAMONDS-」 出演
- 8月27日 「RUSH BALL 2023」 出演
- 9月7日 「浮現祭 2023 Emerge Fest : Japan」 出演
- 9月16日 「TOKYO CALLING 2023」 出演
- 10月1日 「MEGA☆ROCKS 2023」出演[39]
- 10月9日 「Eggs presents FM802 MINAMI WHEEL 2023」出演[40]
- 10月26日・31日 「トキョショキフェス’23」開催[41]
- 11月3日　ESPエンタテインメント大阪「楽園祭」出演
- 11月14日「つきみ1stEP「♡消えたくなる度君、刻む♡」リリースパーティー」出演
- 11月18日  PK shampoo presents 「PSYCHIC FES」出演[42]
- 11月25日「リプレイスメンツ2023」出演
- 12月2日  「下北沢にて'23」出演
- 12月15日「RUSH BALL × FRIENDSHIP. in 台湾」出演[43]
- 12月17日「NEW ISLAND FESTIVAL」出演
- 12月25日　東京初期衝動 × Haze presents.「DEATH CHRISTMAS DAY」開催

2024年
- 2月10日 「BAYCAMP 202402」出演
- 2月16日 ガガガSPツアー「やはり俺たちの青春パンクはまちがっていない。」出演
- 3月11日・13日 アメリカの音楽フェス「SXSW 2024」出演
- 3月 - 4月 東京初期衝動「春の酒池肉林ツアー'24」開催[44]
- 5月3日 「憲法記念日だョ！全員集合」出演
- 5月5日 トップシークレットマン SPRING TOUR 2024「新しい朝におびえろ、おまいら 大阪編」出演
- 5月12日 ゲキクロ10周年企画「GEKIROCK CLOTHING Presents"WEAR THE MUSIC"DAY1」出演
- 5月19日 「COMING KOBE24」出演
- 6月11日 「17代目梅雨将軍 2man series アメリカ将軍」出演
- 6月16日 「YATSUI FESTIVAL! 2024」出演
- 6月22日 「TAKASAKI CITY ROCK FES. 2024 TRIANGROOVE」出演
- 7月 「東京初期衝動 東名阪リクエストアワー」開催[45]
- 7月15日 「Killing me softly」出演
- 7月27日 「FUJI ROCK FESTIVAL'24」出演[46]
- 8月17-18日 Haze 3rd mini album "陰陽思想" release tour「ID」出演
- 8月25日 「夢からさめてしまわぬように」（しーな弾き語り）出演
- 8月31日 「真夏のリプレイスメンツ2024」出演
- 9月10日 トップシークレットマン TSM Autumn TOUR 2024 「いつだって消えたい、あの娘と僕で救済」出演
- 9月14日 「BAYCAMP 2024」出演
- 9月16日 「TOKYO CALLING 2024」出演
- 9月22日 『トキョショキフェス’24』DAY1「FC新興宗教東京初期衝動１周年記念会員限定ライブ！」開催
- 9月26日 佐藤ノア&suga/es主催サーキットイベント 「MENI MENI FES vol.1」
- 9月27日 『トキョショキフェス'24』DAY2「対バン企画！」開催
- 10月13日 「MINAMI WHEEL 2024」出演

## ファンクラブ「新興宗教東京初期衝動」
2023年9月1日設立。チケット先行、限定映像・写真のほか、メンバーと会話できるグループチャットに参加可能。

### 映像
- 「ベイビー・ドント・クライ」「再生ボタン」2023.2.26＠東京キネマ倶楽部
- あさかとなおのFC企画会議
- 東京初期衝動のオールナイトイッポン（ラジオ）
- しーなとまれの「男殺しクッキング」
- 「はないちもんめ」メイキング映像

### 写真
- 「学生食い散らかしツアー」オフショット
- Menber's CAMERA